# Sergej Stanisjev
Sergej Dimitrievitsj Stanisjev (Bulgaars: Сергей Дмитриевич Станишев) (Cherson, 5 mei 1966) is een Bulgaars politicus. Tussen 2005 en 2009 was hij premier van Bulgarije. Sinds 2011 is hij voorzitter van de Partij van de Europese Sociaaldemocraten en sinds 2014 Europarlementariër.

## Biografie
Sergej Stanisjev studeerde geschiedenis aan de Staatsuniversiteit van Moskou. In 1994 promoveerde hij. Hij volgde ook cursussen aan de London School of Economics. 
Stanisjev, lid van de Bulgaarse Socialistische Partij (BSP), werd in 1995 hoofd van de afdeling buitenlandse zaken van die partij. Van 1996 tot 2001 stond hij aan het hoofd van de afdeling buitenlands beleid en internationale relaties van de BSP. In 2000 volgde zijn verkiezing in de Opperste Raad en het Uitvoerend Bureau van de BSP. In 2001 werd hij, als opvolger van Georgi Parvanov, tot voorzitter van de BSP gekozen. In juni van dat jaar werd hij in de Narodno Sobranie (Nationale Vergadering) gekozen voor het kiesdistrict Roese.
Bij de parlementsverkiezingen van 25 juni 2005 werd Stanisjev als parlementslid herkozen, ditmaal echter voor het kiesdistrict Boergas. Als leider van de Coalitie voor Bulgarije (gedomineerd door de BSP) behaalde hij 31% van de stemmen. Op 20 juli, bijna een maand na de verkiezingen, bleek hij bereid om formateur te worden. Op 27 juli 2005 presenteerde hij zijn kabinet, een coalitie bestaande uit de Coalitie voor Bulgarije en de Beweging voor Rechten en Vrijheden (een liberale partij van de Turkse minderheid). Het parlement koos Stanisjev tot minister-president. Stanisjev voerde daarna onderhandelingen met de partij van Simeon Sakskoboerggotski (de vroegere koning Simeon II), de Nationale Beweging Simeon II (liberale partij). Op 15 augustus presenteerde Stanisjev zijn "Grote Coalitie." Op 16 augustus werd Stanisjev door het parlement herbevestigd als premier. Op 17 augustus legde hij de eed op de grondwet af. Zijn kabinet beloofde zich in te zetten voor Europese integratie, sociale verantwoordelijkheid en economische vooruitgang.
Na de Bulgaarse parlementsverkiezingen van juli 2009, waarbij de Coalitie voor Bulgarije meer dan de helft van haar zetels verloor, kwam er een einde aan het kabinet van Stanisjev. Hij werd als premier opgevolgd door Bojko Borisov van de GERB. In 2011 volgde Stanisjev de afgetreden Poul Nyrup Rasmussen op als voorzitter van de Partij van de Europese Sociaaldemocraten, een functie waarin hij een jaar later ook officieel benoemd werd. Bij de Europese parlementsverkiezingen van 2014 werd hij vervolgens verkozen in het Europees Parlement. In 2015 en 2018 werd Stanisjev herkozen als voorzitter van de PES en in 2019 werd hij herkozen als Europarlementariër.